# Romanis pontificibus
Romanis pontificibus je papeški dekret, ki ga 6. junija 1975 izdal papež Pavel VI. Obravnava vprašanje razmer v Hercegovini, kjer so frančiškani prevzeli župnije in jih niso hoteli izročiti krajevnim škofom in škofijskim duhovnikom, navkljub zaobljubi pokorščine. Dekret je ukazal, da frančiškani prepustijo župnije krajevnim škofom.

## Medžugorje
Dekret posebej obravnava Škofijo Mostar - Duvno. Leta 1990 se je škof Ratko Perić pritoževal glede Marijinih prikazovanj v Medžugorju (Medžugorska Mati Božja), ker naj bi pritrjevala frančiškanskim redovnikom, da lahko ostanejo v Medžugorju, saj da so nedolžni. Brat Tomislav Vlašić je bil spoznan za krivega nepokorščine in spolnih prestopkov.